# Xylopriona
Xylopriona is een muggengeslacht uit de familie van de galmuggen (Cecidomyiidae).

## Soorten
- X. articulosa (Felt, 1908)
- X. atra (Meigen, 1804)
- X. crebra Pritchard, 1947
- X. toxicodendri (Felt, 1907)